# Josef Sosel
Josef Sosel (anglicky Joseph Sosel, 19. března 1818 Benešov nad Ploučnicí – 13. května 1887 Cedar Rapids, Iowa) byl česko-americký právník, notář a pojišťovací agent, účastník revolučního dění roku 1848 v Rakouském císařství, a politický emigrant posléze dlouhodobě působící ve Spojených státech. Je uváděn jako druhý českoamerický právník.

## Život

### Mládí
Narodil se ve městě Benešov nad Ploučnicí poblíž Děčína v severních Čechách. Studoval práva na Karlo-Ferdinandově univerzitě v Praze. V roce 1848 se zúčastnil revolučního dění v Praze, které vyvrcholilo tzv. Pražským červnovým povstáním, a bojoval na barikádách s Windischgrätzovým vojskem v ulicích města. Po porážce povstání se mu za dramatických okolností podařilo tajně opustit území Rakouského císařství, údajně se měl ukrýt do prázdného pivního sudu. Následně se rozhodl, podobně jako řada dalších uprchlých revolucionářů po roce 1848 a 1849, emigrovat Spojených států.

### V USA
Po příjezdu do New Yorku okolo roku 1849 se zde na čas usadil, mj. s podporou zdejší vznikající české komunity. Příliš se mu zde však nedařilo, v dalších letech odešel žít na americký Středozápad, tj. území místy kontrolovaná domorodými americkými kmeny. Roku 1864 se přestěhoval do Cedar Rapids v Iowě, rovněž města s již rozsáhlou českou krajanskou komunitou, kde si pak v české čtvrti Little Bohemia zřídil právnickou praxi. Rovněž pak začal působit také jako notář nebo pojišťovací agent. Tu zde pak provozival po dobu okolo tří desítek let. Po jistou dobu byl jeho společníkem právník Jakub Černý. Především byl v právních záležitostech nápomocen právě zdejším českým krajanům.
Jeho dcery se staly učitelkami a posléze působily jako učitelky v českých školách v Cedar Rapids.
Není zcela jasné, zda se právnickou profesí Sosel zabýval ještě před svým příchodem do Iowy. Prvním doloženým českoamerickým právníkem v USA je potom jistý František Koláčník (či K. Koláčník), který roku 1862 začal působit jako právník v Chicagu.

### Úmrtí
Josef Sosel zemřel 30. května 1887 v Cedar Rapids, Iowa ve věku 69 let a byl zde patrně také pohřben.